# Фирузкухи
Фирузку́хи (дари فیروزکوهی) — народ группы чараймаков, проживающий на территории северо-запада Афганистана (в междуречье Герируда и Мургаба, в восточной части провинции Герат, а также в окрестностях Чахчарана).
Общая численность населения составляет 253 000 человек. По вероисповеданию — мусульмане-сунниты. Собственного языка нет, используют в общении диалект персидского языка (Рахимов, 1999).

## Происхождение
В этногенезе чараймаков и собственно фирузкухи участвовали монгольские, тюркские и иранские народы. Исследователи отмечают, что характерным для фирузкухи является наличие сильного тюркско-монгольского суперстрата.

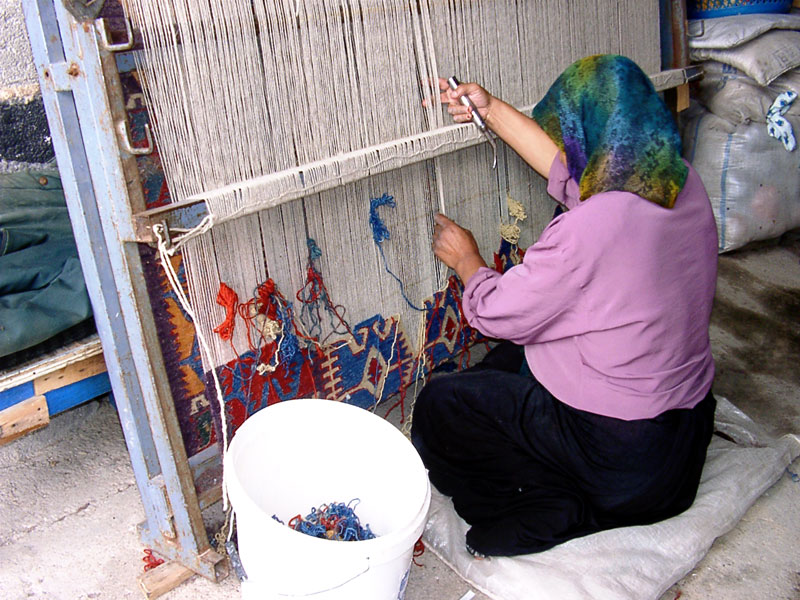
Вертикальный ткацкий станок

## Традиционные занятия
Занимаются в основном скотоводством: разводят овец, коз, верблюдов. Фирузкухи славятся разведением сильных и выносливых лошадей. Так же развито земледелие, преобладающими культурами являются ячмень и пшеница. Особое место в жизни народа занимает ремесло. В основном занимаются ткачеством (материи для одеял, покрывал и шерстяных паласов) и изготовлением кошм.

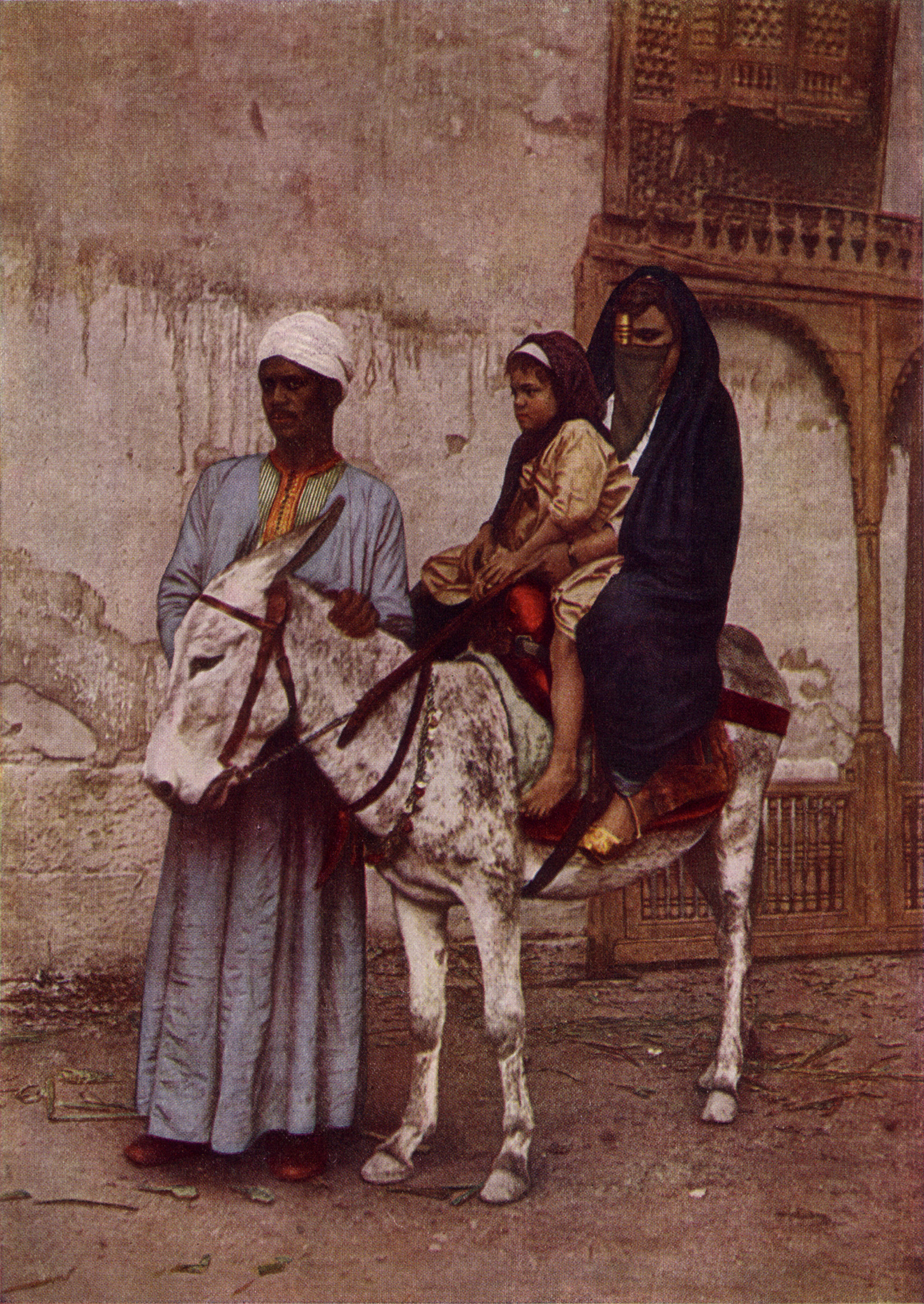
традиционное жилище — кишлак

## Традиционные жилища
Зимой фирузкухи живут в кишлаках, а летом — в палатках, которые имеют круглую четырехугольную форму.

## Традиционная одежда
Джома — традиционная куртка, состоящая из трех кусков материи, сшитых в рукавах до локтя. В традиционную одежду также входят штаны, шапка (тумальчак) и платок, который надевается поверх шапки (Мошкало, 1997).

## Основная пища
В еде фирузкухов в основном хлеб и молоко. Так же в рацион входит большое количество фруктов.